# José María Algué
José María Algué SJ (Manresa, 29 de dezembro de 1856 — Roquetes, 27 de maio de 1930) foi um bispo católico romano e meteorologista no observatório de Manila.
Inventou o barociclonêmetro, o nefoscópio e um tipo de micro-sismógrafo. Foi membro honorário da Royal Society e da Pontifícia Academia Romana.

## Obras
- 1897 - Baguíos y Ciclones Filipinos
- 1897 - El Barociclonómetro
- 1898 - Las Nubes en el Archipiélago Filipino
- 1900 - El Archipiélago Filipino
- 1904 - Atlas de Filipinas

Obras traduzidas para o inglês
- 1900 - Atlas of the Philippine Islands, Government Printing Office.
- 1902 - Ground Temperature Observations at Manila, 1896-1902, Bureau of Public PrScience in the Philippinesinting.
- 1904 - The Climate of the Philippines, Department of Commerce and Labor, Bureau of the Census.
- 1904 - The Cyclones of the Far East, Bureau of Public Printing.
- 1908 - "The Meteorological Conditions in the Philippine Islands, 1908," Quarterly Journal of the Royal Meteorological Society, Vol. XXXV, No. 151.
- 1909 - Mirador Observatory, Baguio, Benguet, Bureau of Printing.